# Крањска пчела
Крањска раса западне медоносне пчеле (лат. Apis mellifera carnica) је аутохтона словеначка раса пчела, пореклом из Крањске области. По својим особинама спада међу најбоље расе медоносне пчеле, те је најраспрострањенија на целом свету. Припада групи тамних пчела, тело јој је црне боје, обрасло сивосребрним длачицама. Прилично су мирне а матица је добре плодности. Пчеле радилице ове расе имају добро изражен инстинкт за сакупљање хране. Добро подноси промене климе, па се тако добро прилагођава условима другог краја. Отпорна је према болестима.
Ова раса је распрострањена на целом Балкану, где је настало више сојева - планинских и равничарских. Познати су сојеви: сјеничко-пештерски, шарпланински, хомољски, похорски, далматински итд. Посебно добре особине има далматински сој који има склоност за тиху смену матица.
Крањска раса укрштала се са другим расама, па су настали посебни сојеви. Тако је укрштањем између крањске и италијанске расе, настао банатски сој. Многи стручњаци сматрају да је посебна раса, са особинама и једне и друге расе.